# 天狗草紙

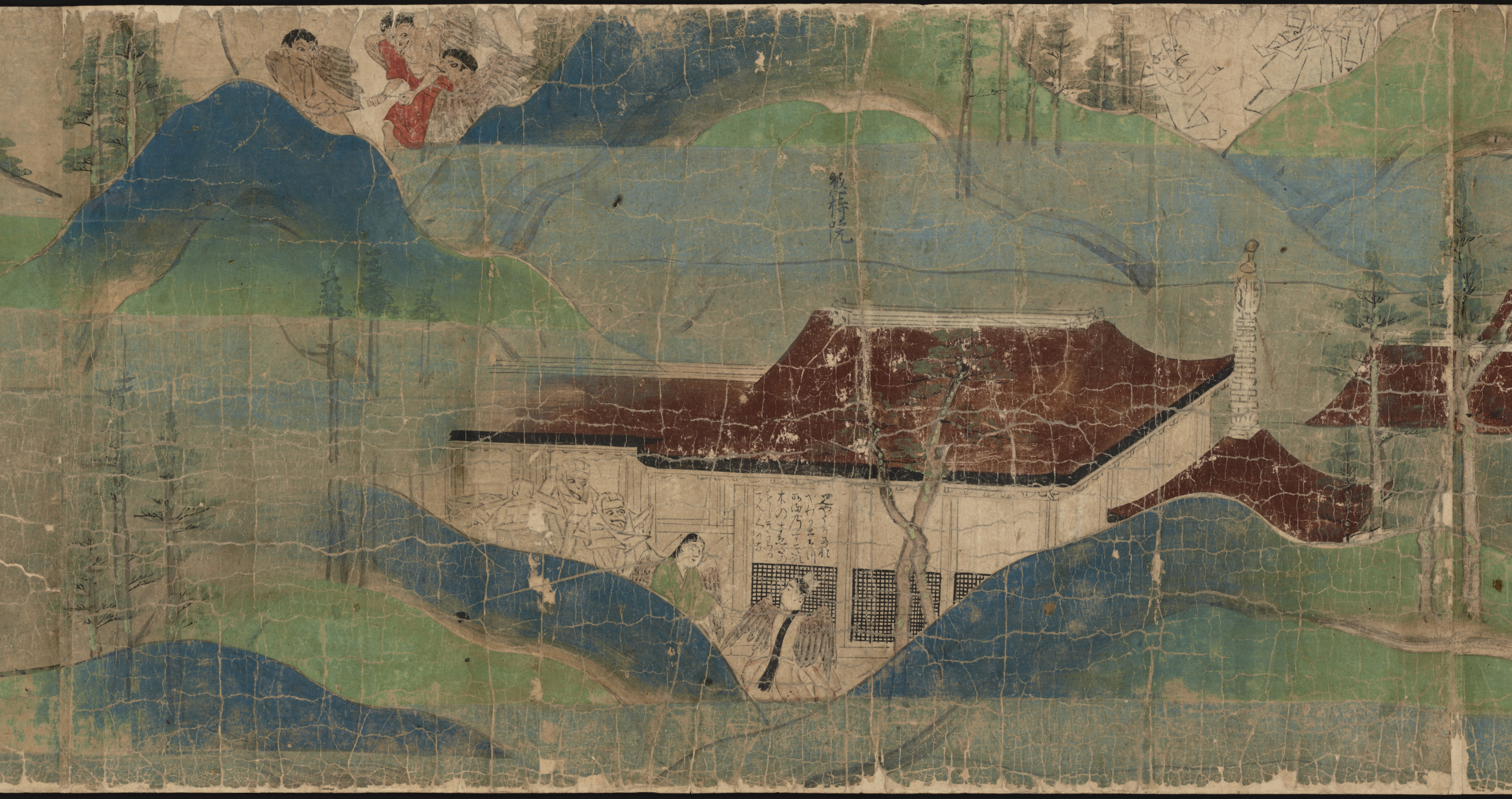
『延暦寺巻』の部分。東塔惣持院に集う翅をもつ稚児と嘴をもつ僧兵。左上にも3羽の烏天狗が描かれる。

『天狗草紙』（てんぐぞうし）とは、顕密諸大寺や念仏・禅宗の僧徒が我執・傲慢ゆえに天狗に堕ちる様を風刺・批判した絵巻物。詞書に記される永仁4年（1296年）10月の成立とする説が有力で、鎌倉時代後期の日本の仏教界を嘆き制作されたものと考えられている。全7巻で伝世した5巻と摸本の2巻からなる。各巻は個別に伝来したが、元来は7巻が1セットで制作されたと考えられている。伝世本を成立当初からの原本とするのが定説だが、異説もある。現在は個人を含む4箇所に分有されており、全てが重要文化財に指定されている。
以下、本記事では便宜的に現存する7巻を「現存本」、伝世した5巻を「伝世本」、後年に書写された2巻を「模造本」とする。

## 名称
今日『天狗草紙』という名称で知られる絵巻物の原名は明らかではないが、『看聞御記』の永享3年（1431年）4月17日条や『壒嚢鈔』にみえる『七天狗絵』との関係が指摘されている。また本絵巻を『七ヶ寺書』と記す資料もあるが、この名称は適当でないとされている。
『天狗草紙』の現存本は、模造本2巻を含む全7巻で構成されている。これらは伝世本の書風や絵画の比較検討、あるいは『看聞御記』に「七天狗絵七巻」と記されることなどから、1セットとして制作したと考えられる。
現存本は早くから分散し各巻に固有の名称が与えられているが、梅津次郎らはこの名称についても内容と異なるため適当ではないとしている。本記事では各巻の名称を原田正俊（2000年）を参考にした以下の呼称で統一する。各巻の詳細は後述。
1. 『興福寺巻』 - 模造本。東京国立博物館蔵[9]。
2. 『東大寺巻』 - 模造本。東京国立博物館蔵[9]。
3. 『延暦寺巻』 - 伝世本。東京国立博物館蔵[9]。
4. 『園城寺巻』 - 伝世本。個人蔵[9]。
5. 『東寺巻』 - 伝世本。東京国立博物館蔵[9]。
6. 『伝三井寺巻（個人蔵本）』 - 伝世本。個人蔵[9]。
7. 『伝三井寺巻（根津美術館本）』 - 伝世本。根津美術館蔵[9]。

## 全体の構成
最初の巻とされる『興福寺巻』の冒頭には序章的な詞書が記され、当時の僧の我執の強さ・傲慢な心が批判される。
続いて顕密と当時の新興宗派であった鎌倉仏教の僧徒の傲慢をそれぞれ指摘する。おおよその内容は、まず詞書によって大寺院の歴史や尊さなどを詳細に解説し、最期に「僧徒が我執驕慢によって天狗になる」と締めくくられる。そのうえで具体的な僧徒の驕慢さは絵とこれに付く注記・台詞によって描写される。なお絵は古典的な大和絵で、唐絵の影響は少ないとされる。
終盤の2巻である三井寺両巻では構成が変化する。『伝三井寺巻（個人蔵本）』では天狗の身に災難が続き、自らの不幸を述懐する。これを受けて最終巻である『伝三井寺巻（根津美術館本）』では、天狗が「まことのこころ」を興し、自らが興した災いを悔いながら寺社を建立する。そして魔界に堕ちた天狗も仏法によって発心成仏することできると説かれて終わる。

## 成立年代
『天狗草紙』の成立は、序文的詞書に記される永仁4年（1296年）とする説が有力視されている。
岡見正雄や原田は、『天狗草紙』には鎌倉末期の仏教社会が描かれているとする。10世紀末以降の天台宗は山門（延暦寺）と寺門（園城寺）に分かれ、抗争を繰り返してきた。延暦寺は1260年に強訴、1264年には抗議により講堂などに自ら放火するなど、対立は混迷を極めていた。『興福寺巻』『延暦寺巻』『園城寺巻』には衆徒による僉議や訴訟の場面が描かれている。さらに『伝三井寺巻（個人蔵本）』では鎌倉末期に勢いを増していた一遍や放下僧が批判されている。また蓮華王院の火災（1249年）について触れられている点、あるいは中世に男色の対象であった稚児が描かれていることなど、描写される様子と当時の世相に矛盾がないとされている。
また岡見は日本における天狗説話の変遷を検討したうえで『春日権現験記絵』との類似性から同時期に成立したとする。中国での天狗は文字通り天から地に降る狗（流れ星）とされていたが、日本に伝わると独自の変容を遂げた。平安期には山中における怪異現象が天狗の仕業とされていたが、鎌倉期に至り天狗は仏法と結びつくとともに戦乱や権力闘争も天狗の仕業とされるようになる。またその姿はいわゆる烏天狗の姿で描かれるようになった。『天狗草紙』はこうした鎌倉期の天狗像を描く代表例である。
このほか詞書の筆跡を検討した小松は、13世紀半ば前後の尊円流の名手によるとしている。また建築史家の川上貢は、三井寺両巻に描かれた建築現場について鎌倉末期の様子が良く反映されているとしている。
ただし梅津は後述する異本に『天狗草紙』に見られない問答があることを指摘し、伝世本が原本ではない可能性を指摘している。

## 作者・製作者
制作を指揮した作者には諸説あるが、顕密仏教の僧である可能性が高いとされる。
前述した『壒嚢鈔』には、『七天狗絵』の著者として八坂（八坂神社）の寂仙上人（遍融）の名が見えるが詳細は不明である。10世紀末以降の八坂神社（祇園社）は延暦寺に属しており、小松は遍融を祇園社の別当職であった供僧と推定している。
梅津は、全体的な内容に仏教的教養の深さ、とくに『延暦寺巻』における描写が入念であることを指摘し、これに近い人物とする。さらに『伝三井寺巻（個人蔵本）』と『野守鏡』上巻との類似性を指摘し、作者を同一ないしは近しい人物と推測している。
また原田も記される教理解釈の比重から顕密寺院に属する僧としている。
異説としては、「7つの慢」を日本で吹聴したのが一遍であることから時宗とも関わりのある人物であったとする小松の説がある。
実際に製作作業を行った能書家あるいは絵師については、複数人による分担であったと考えられている。画風を比較した小松は4グループによる製作と推定し、いずれも宮廷絵所の絵師によるものとしている。
なお、各巻の製作者についての伝承が後年の奥書などに記されているが、史実性には疑問が呈されている。伝承については各巻の詳細を参照。

## 制作目的
前述したように『天狗草紙』の成立年代とされる時期は顕密寺院による強訴が繰り返されるなど、仏法が乱れ争いが絶えない時代であった。また大火・飢饉・疫病や蒙古襲来などの災厄が続くが、こうしたことは天狗の仕業とされていた。そうした社会背景から、制作目的は当時の仏教界の乱れを揶揄・批判したものとする説が早くから提示された。
また内容に大寺院の由緒が詳しく記されている事からガイドブックのような役割もあったとする説もある。
これを踏まえた上で原田は、仏教によって天狗に堕ちた僧を批判しつつも、天狗を救うのもまた天台宗が掲げる本覚思想すなわち顕密仏教であると示されていると指摘し、制作目的を顕密仏教の称揚とする。そして作者について、念仏・座禅の鎌倉仏教が影響力を増しこれに影響された悪党が勢力を増す世相に危機感を覚えた顕密僧としている。

## 各巻解説

### 興福寺巻

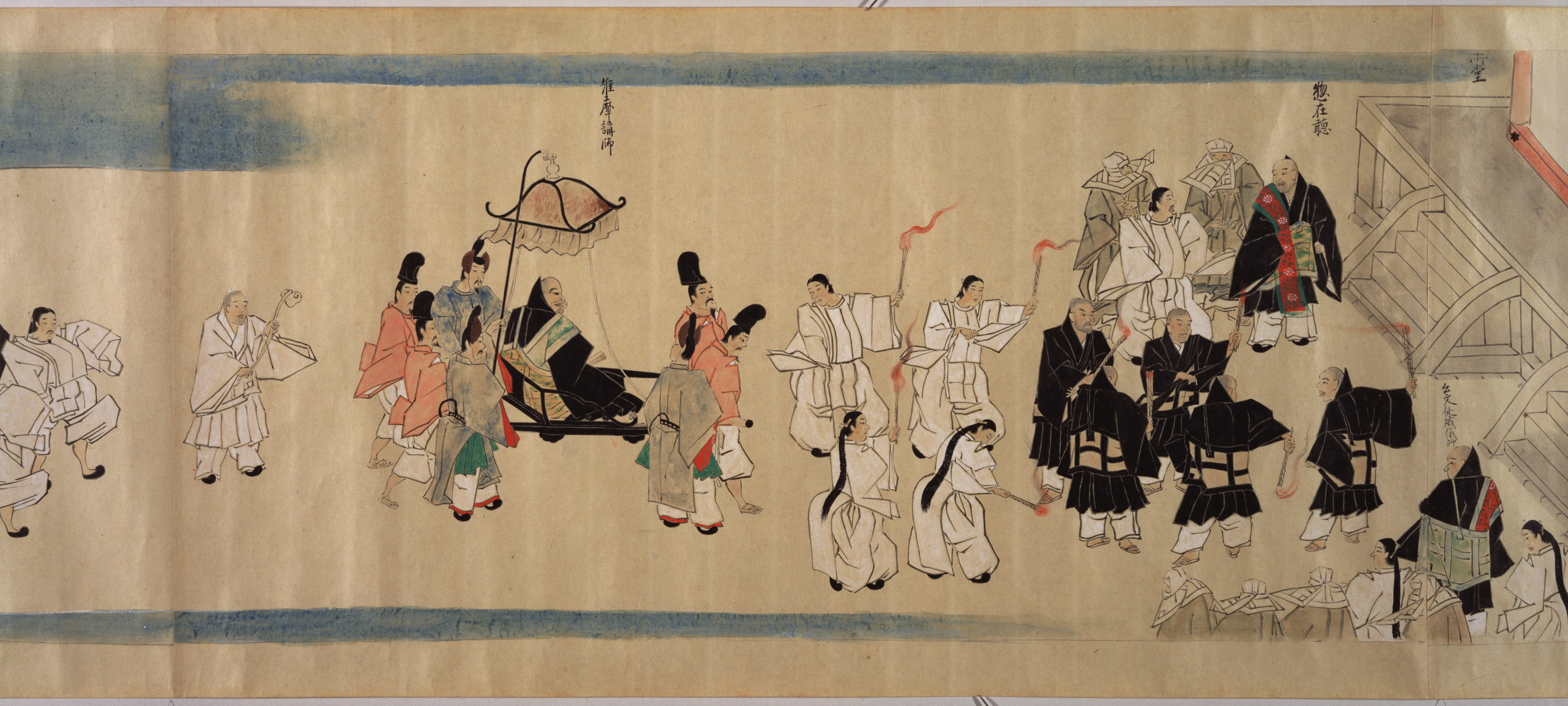
『興福寺巻』の部分。維摩会にて輿に載る維摩講師。

東京国立博物館が模本を所有している。模写は1817年（文化14年）で狩野養信筆。同館が所有する紙本著色天狗草紙の附として重要文化財指定。指定日は1955年2月2日。指定名称は紙本著色天狗草紙模本（東大寺巻　興福寺巻）。また『興福寺維摩会絵詞』の異称もある。烏丸光広による奥書に詞書は後光厳院と記されるが史実性は薄い。法量は縦30.1センチメートル、横1155.0センチメートル。
前述した序章に続き、詞書で興福寺の歴史が語られる。「藤原不比等の御願からはじまる代々の藤原摂関家の氏寺で、法相宗を南都六宗の長官である。日本の諸寺を興福寺の末寺、諸宗を法相宗の末宗と誇る。ゆえに衆徒の執心驕慢が甚だしく天狗になって春日山に住む」と記される。
絵ではまず興福寺で行われる維摩会が主題となる。講堂に向かう僧列の中心で輿に載る維摩講師の顔には嘴が描かれている。続いて金堂における僉議の場面が描かれる。僉議は春日神の入洛（強訴）が議され、多くの僧兵が描かれる。続いて春日山山中で3羽の烏天狗が明神から甘露を得ている。その下には勅使坊の内外に僧兵が立ち並び、維摩会勅使に訴訟する場面が描かれる。

### 東大寺巻

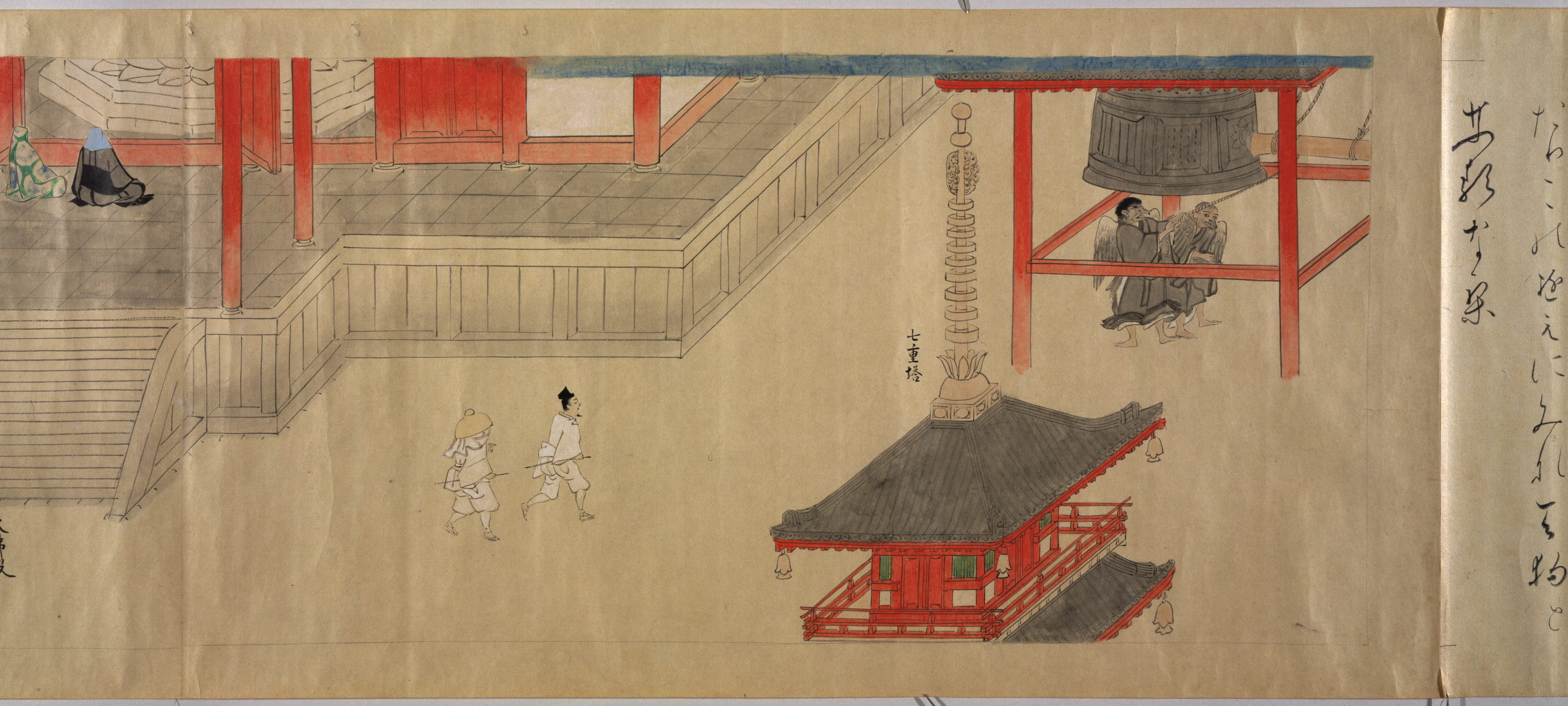
『東大寺巻』の部分。東大寺の伽藍と鐘を突く烏天狗。

東京国立博物館が模本を所有している。模写は1817年（文化14年）で狩野養信筆。同館が所有する紙本著色天狗草紙の附として重要文化財指定。指定日は1955年2月2日。指定名称は『紙本著色天狗草紙模本（東大寺巻　興福寺巻）』。また『東大寺戒壇絵詞』の異称もある。烏丸光広による奥書に詞書は後光厳院と記されるが史実性は薄い。法量は縦30.1センチメートル、横469.4センチメートル。
詞書では「東大寺を四聖（聖武天皇・良弁・菩提僊那・行基）の成した寺院で八宗兼学の道場である。広大な伽藍、日本初の戒壇、奈良大仏などを僧徒が誇り、その驕慢我執によって天狗になる」と記される。
絵ではまず鐘楼を突く烏天狗が描かれる。続いて七重塔、大仏殿と大仏の下部が描かれ、その仏前には僧と稚児が描かれる。続いて戒壇堂と衆徒と嘴をもつ僧が描かれ、衆徒は「全ての僧はこの戒壇堂で受戒する」ことを誇る。

### 延暦寺巻

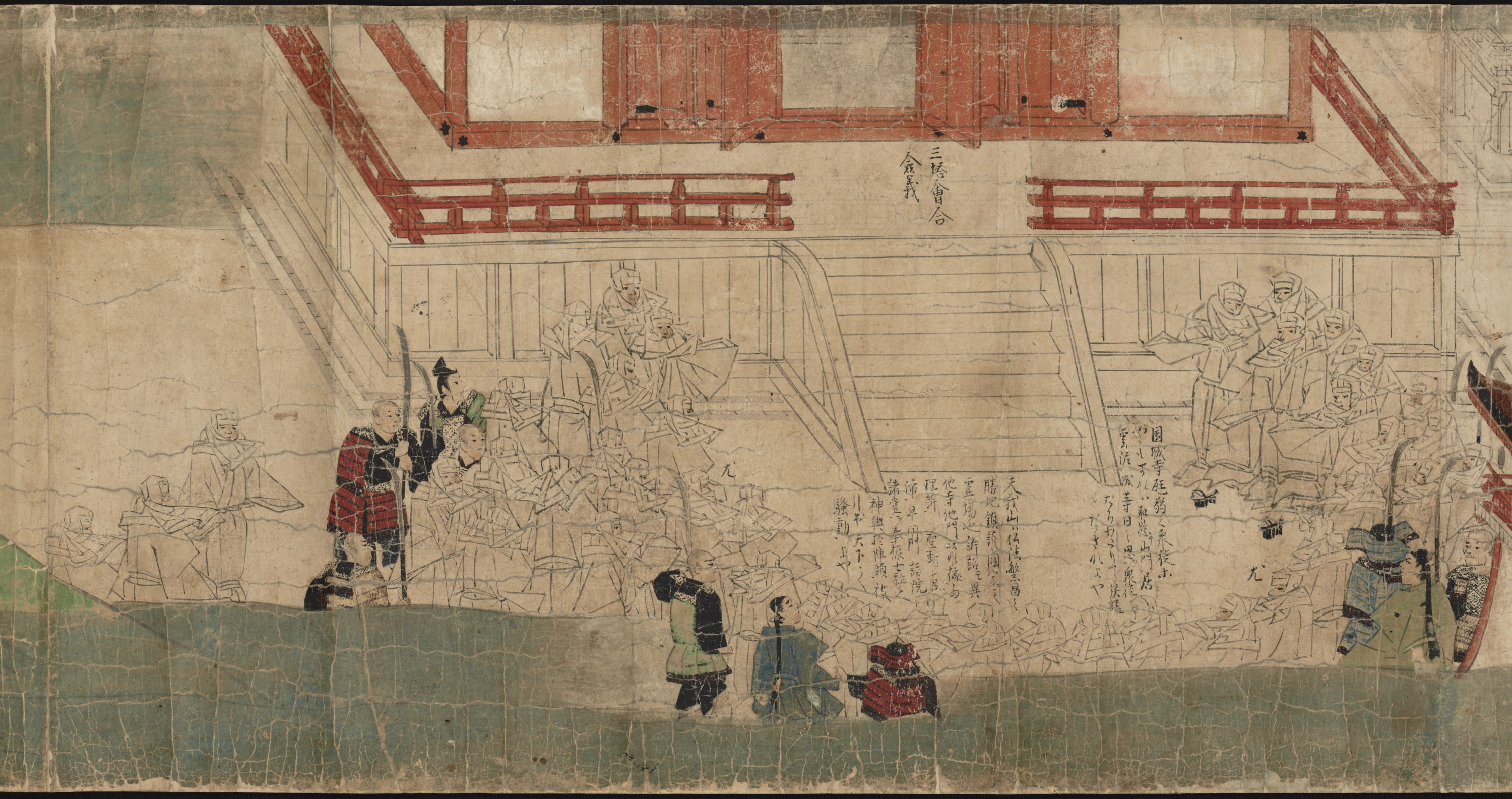
『延暦寺巻』の部分。堂の前で僧兵が集まり三塔会合僉議を行う場面。

東京国立博物館が伝世本を所有している。指定日は1955年2月2日。指定名称は紙本著色天狗草紙（東寺、醍醐寺、高野山巻及延暦寺巻）。また『延暦寺縁起』『延暦寺絵詞』の異称もある。狩野探幽により寛文8年（1668年）に記された奥書に絵は土佐光信、同じく畠山牛庵による奥書で詞書は青蓮院尊道法親王と記されるが史実性は薄い。法量は縦29.4センチメートル、横1516.2センチメートル。この巻が最も長く、詳細に記述されている。
『延暦寺巻』の詞書のうち第3・5・6紙の3紙分は、紙質・筆跡ともに明らかに他と異なっており、差し替えが行われたと考えられる。なお別に伝世する尊円法親王による模写本でも『延暦寺巻』の差し替え後の筆跡がそのまま写し書きされていることから、ごく早い時期に差し替えが行われたと考えらえれる。
詞書では「桓武天皇の勅願であることや最澄の創建にまつわる奇譚を記す。円仁の事績に続き、義真ら歴代高僧の巧験が記される。日吉大社の威容と天台宗の繁栄を誇り、最期に良源が天狗の棟梁で一切の天狗は比叡山の徒衆である」と記される。
絵ではまず日吉大社の十禅寺が描かれる。続いて山上に移り文殊楼と延暦寺伽藍が描かれる。中央の堂では僧兵が群集して行われる三塔会合僉議が描かれる。僉議では園城寺焼討や強訴が議され、大衆が「尤」と同調する。続いて東塔惣持院では翅をもつ稚児とそれを眺める嘴をもつ僧兵が描かれ、注釈で最澄の詠んだ和歌を引歌にした若天狗を賞賛する歌が記される。続いて山の彼方に3羽の烏天狗、さらに連なる堂塔の屋根など伽藍が描かれ、杉並木の奥にたたずむ石造塔の廟で終わる。石造塔は良源の廟と考えられる。

### 園城寺巻
石川県の個人が伝世本を所有している。指定日は1931年12月14日。指定名称は紙本著色天狗草紙〈（園城寺巻）／〉。筆者について奥書などは残されていない。法量は縦29.4センチメートル、横748.8センチメートル。
『園城寺巻』にも詞書が失われた部分があり、代わりに尊円法親王の手による詞書が付装されている。小松は尊円法親王は『天狗草紙』の草本、あるいは伝来していない写本を見ることが出来たと推測している。
詞書では「園城寺が天智天皇・天武天皇両天皇の勅願、教待和尚と円珍両祖の聖蹟。創建の奇譚から歴代天皇の崇敬を集めたこと、鎌倉幕府との縁のほか、園城寺が顕密両学に加えて修験道の兼ね備える点で比べる者はないと誇る。そして所在地の風景を賞賛し、最期に目に見えるもの耳に聴こえるものが執心を増し魔道の果実となって天狗の因を成し、このような有様である」と記される。
絵ではまず唐院三十講から描かれる。唐院には僧が並び、階下に僧兵が並ぶ。続いて講堂前の場面として僧兵の群座する前に盛装の僧が並び、さらに騎馬列が横切る場面が描かれる。続く場面では金堂での三院会合僉議が描かれる。前庭に僧兵が集まり延暦寺を批判する。その廻廊では僧が僉議を見物し、廻廊の外には三井寺の語源となった金堂水（閼伽井）が描かれる。最後に俵藤太伝承をもつ竜宮城の鐘が描かれる。

### 東寺巻

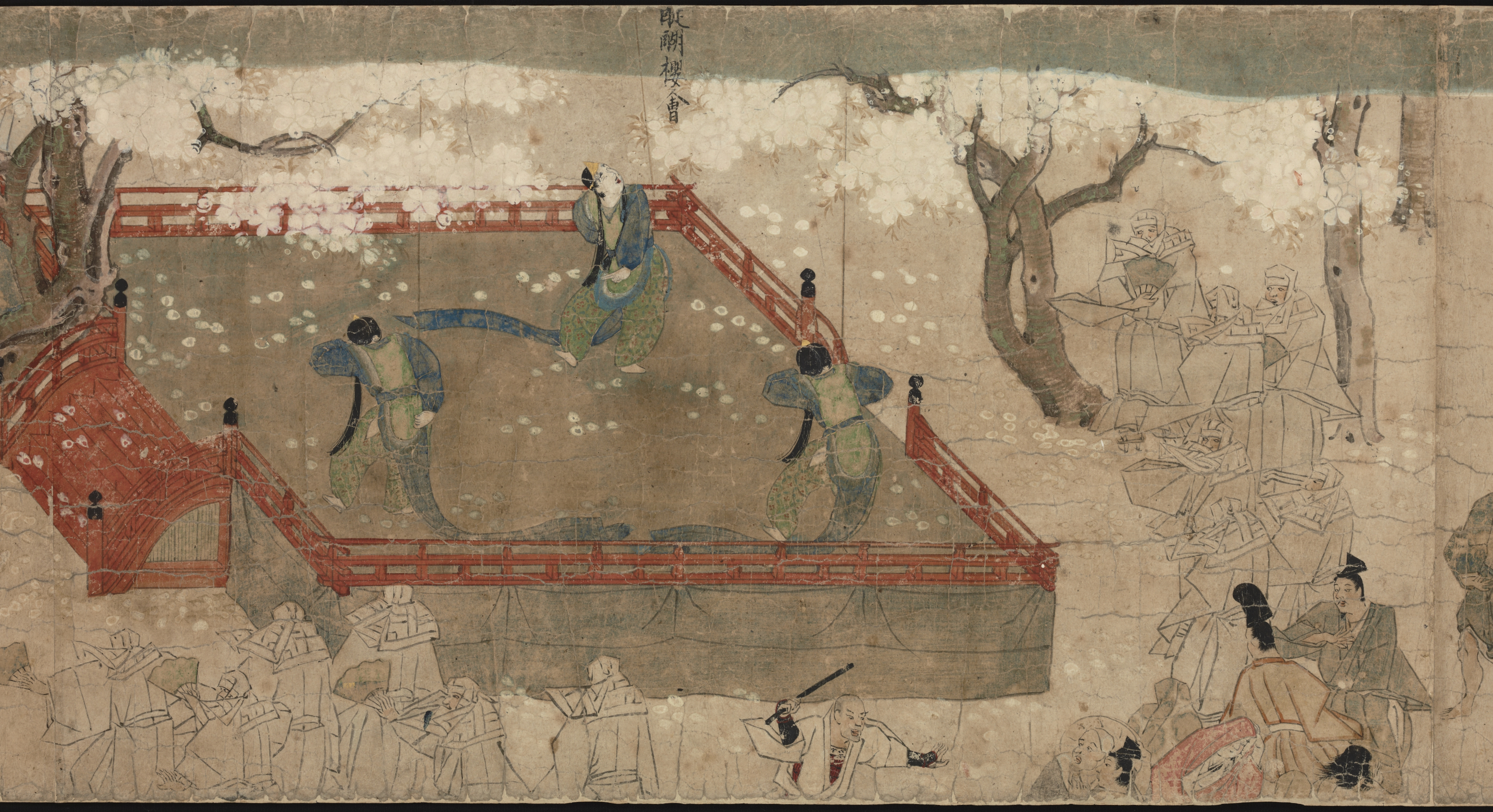
『東寺巻』の部分。醍醐寺の醍醐桜会の場面。

東京国立博物館が伝世本を所有している。指定日は1955年2月2日。指定名称は紙本著色天狗草紙（東寺、醍醐寺、高野山巻及延暦寺巻）。また『東寺縁起絵詞』の異称もある。なお見返部には「東寺・醍醐・高野」と記されている。狩野探幽により寛文8年（1668年）に記された奥書に絵は土佐光信、同じく畠山牛庵による奥書で詞書は藤原家隆と記されるが史実性は薄い。法量は縦30.0センチメートル、横1070.8センチメートル。
詞書では「東寺の歴史を嵯峨天皇と空海から書き、空海を龍樹の生まれ変わりとする。次いで高野山の繁栄が記され、益信・聖宝がそれぞれ仁和寺と醍醐寺を創建したことを記し、とくに仁和寺は宇多天皇の御室であったことが記される。それゆえ門徒の我慢はつよく長者・座主がみな魔界の主領となった」と記される。
絵ではまず東寺が描かれる。金堂・中門・南大門などが描かれ、壁に絵馬が懸けられている。また休息する女人や瞽女が太鼓を打つ姿とそれを眺める男などが描かれる。場面が変わり醍醐寺と思われる檜皮葺の門をもつ堂が描かれる。醍醐桜会の注釈つきで満開の桜の下では舞楽を演じる姿が描かれる。周囲にいる僧兵は見物し、また俗人を追い払う姿が描かれる。続いて山間に清瀧宮が描かれる。場面は変わり高野山となる。大塔・御影堂・三鈷松に続き山道から奥院までが描かれる。

### 伝三井寺巻（個人蔵本）
千葉県の個人が伝世本を所有している。指定日は1936年5月6日。指定名称は紙本著色天狗草紙。板谷桂意により享和元年（1801年）に記された添状に詞書は世尊寺行尹、絵は土佐行光と記されるが史実性は薄い。法量は縦29.8センチメートル、横1293.1センチメートル。なお、2020年から所在不明文化財のリストに掲載されている。
構成が変わる本巻は、5段の説話から構成される。

#### 第1段
詞書では「近頃、三井寺には著名な学生が4人いた。延暦寺の学生は睡眠中にその心神が抜け出し、三井寺の学生信誉の元に飛翔し出文机のところに近寄ったところ鼻を切られた。これを恨み、今度は学生長舜のところに行ったところ刀で切りかかられるが、切り損ねた。そのため長舜はその後も天狗に悩まされ続けた。長舜は常々弟子によく切れる小刀を持ちなさいと言った」と記される。
絵では信誉が明かり障子の向こうにいる天狗の鼻を切る場面が描かれる。続いて鼻を切られた翼のある僧が飛んで逃げていき、その先の一坊には僧が鼻を抑えて身を起こした場面が描かれる。

#### 第2段
詞書では「ある僧が極楽を願って念仏を唱えていたところ、阿弥陀如来が来迎してきた。僧は喜び仏と共に西へ飛んでいった。しかし雲海を描き分けると聖衆の風貌が変わり、僧を木の梢にひっかけて消え失せてしまった。2，3日して俗人が鷹の巣を採ろうと山に入ったところ、声が聞こえるので登ると、その僧が居た」と記される。
絵ではまず草堂で合掌する僧のもとに阿弥陀如来が来迎する場面が描かれる。続いて黒雲にのった鵜天狗の群れが僧を掲げて山中を飛んでいく場面。最後に梢に登った男が大木から僧を下す場面が描かれる。

#### 第3段
詞書では「丹波国篠村の僧が深山に迷い込んだところ、高僧が会合を行っていた。僧は隠れてそれを見ていると、仏法を衰退させる相談を始めた。末座の僧が「俗人に念仏と座禅を広めれば聖道が廃れて衰退すること間違いない」と言ったが、これは退けられた。結局「空から華を降らせ、紫雲をたなびかせれば一同がこれになびき、衰退するだろう」という意見に纏まり、解散していった。
絵ではまず僧が山中に入る所が描かれる。次に嘴のある僧・山伏・修験者などが集会し、それを木の洞に隠れて伺う僧が描かれる。

#### 第4段
詞書では「その後、世間では見た事もない姿、振る舞いをするものが現れる。これを一向宗といい、阿弥陀以外に帰依する者を憎む。時に踊る事、馬や猿と変わりない。性器を露わにし、手づかみで食べる姿は畜生道のままである。髪を剃らず烏帽子を被り、ささらを手に往来で狂言する。また宗が衰退したのは禅宗が盛んになったためである」と記される。
絵では僧が狼藉をする場面とその中心に居る「天狗長老一遍」が描かれる。次に天から烏天狗が華を降らせ、僧がこれを仰ぎ見ている。続いて尼が一遍の前に跪き尿を貰い受ける場面が描かれ、尿は洗眼と腹薬に用いるという台詞が付く。これに近づく自然居士などの放下僧が芸を披露している。

#### 第5段
詞書では「このように天狗は方々の寺院にいて凶悪を行うようになった。天狗どもしてやったりと喜び遊興していたが、ある天狗が四条河原に出たところ穢多の子が仕掛けた針に掛かった。天狗は逃げられず穢多に首を捩じり殺された。訃報を聞いた垂髪の天狗は悲しみ泣いた」と記される。
絵ではまず古寺の縁側で苦し気にする垂髪を解放する僧と、堂の前では天狗らが饗宴を催している様子。そしてその上方には形見として届けられた羽を見て泣く稚児が描かれる。続いて河原で童子が肉を投げ、鳶を捕ろうとする場面。次いで針に掛かった天狗が首を絞められる場面が描かれる。最後に天狗どもが楽器を鳴らし、世の無常を謡う場面が描かれる。

### 伝三井寺巻（根津美術館本）
根津美術館が伝世本を所有している。指定日は1942年6月26日。指定名称は紙本著色天狗草紙。古筆了仲により元禄8年（1695年）に記された添状に詞書は世尊寺行尹と三条公忠と記されるが史実性は薄い。法量は縦30.7センチメートル、横1030.1センチメートル。
前巻を受けた内容になっており、全体は2段の説話で構成されている。

#### 第1段
詞書では「このような儚い出来事があったので天狗も世の憂いを知り、互いにまことの心を興しあって、浄土・天台・華厳・法相・前・真言宗の諸天狗が自宗の教義で成仏することを望んだ。すると天狗の長老が「皆にはまだ我執が残っている。急ぎ精進修行を行い、わが身の無常を感じなさい」と言った。そのため天狗どもは堂塔を建立し、了因の種子を植えた。
絵ではまず天狗らが一堂に会する場面が描かれ、それぞれ諸宗の名が注記されている。続いて堂塔を建築する場面が描かれる。鵜天狗や嘴のある人物が働き、その手前に僧と稚児の別れが描かれる。台詞として宇治橋の豊楽や蓮華王院の火災について語られる。次の場面では一堂に僧が集まり、中央で二人の僧が対峙している。これは第2段の詞書に対応する場面と思われる。壁を隔てて禅宗と念仏の2僧が発心成仏する様が描かれている。

#### 第2段
詞書は冒頭部のみ頭を下げて書写されている。この部分で書かれるのは前段の絵にある2僧の問答と思われる。内容は一方の僧が魔界に堕ちた天狗が救われる方法を問い、対する僧はさまざまな経典を挙げて発心成仏が可能であると答える問答である。最後には「天とは光明・自在、すなわち仏界を表し、狗とは痴闇・不自在、すなわち生界を表す。これ生仏不二、すなわち天狗である。また天とは金剛界、狗とは胎蔵界を表す。これ両部不二、すなわち天狗である。かくして天狗は訪問を悟り、皆成仏する」と記される。

## 研究史
『天狗草紙』研究の嚆矢となったのは梅津次郎である。梅津は1936年から1938年に掛けて『天狗草紙』の論考を発表。これにより各地に伝来していた天狗の絵巻物を一連の『天狗草紙』として確定し構成を整理した。梅津は念仏や禅などの鎌倉仏教への批判があることから比叡山天台宗の学僧と推測し、同時代の『野守鏡』の著者、あるいは近しい人物と推定している。
美術史家の上野憲示は、絵巻の主題を天狗道に堕ちた宗教界への揶揄としつつ、各寺院のガイドブック的な要素も含まれているとする論考を1984年に発表した。また作者は延暦寺の学僧としたうえで、異本との比較も行っている。
この他に、制作当時の事件との関わりを論じた岡見正雄（1987年）、民間信仰や修験道、怨霊としての天狗に着目した五来重（1978年）や宮本袈裟雄（1989年）、『今昔物語集』など僧侶と天狗の関係をまとめた小峯和明（1991年）などの研究がある。
また『天狗草紙』には中世における大寺院の様子が絵画で描写されており、当時の仏教界を有り様を示す史料としても貴重である。たとえば興福寺・延暦寺・園城寺で強訴のための大衆僉議が行われる様子、あるいは一遍や禅宗の放下僧などの活動などが描かれている。このほか寺院運営に関わる組織、田楽・舞楽など風俗の様子、あるいは建築様式や伽藍配置など建築史的な史料にもなっている。

## 異本・摸写本
異本としては『仏外無魔絵詞』、『探幽縮図』（京都国立博物館蔵）、『魔仏一如絵』（個人蔵）がある。
『探幽縮図』と『魔仏一如絵』の内容は、『伝三井寺巻（個人蔵本）』および『伝三井寺巻（根津美術館本）』に相当する内容である。これらを比較した梅津は『探幽縮図』と『魔仏一如絵』について単純な『天狗草紙』の写本ではなく、共通の祖本が存在する可能性を指摘する。
摸写本も多いが、尊円法親王により『延暦寺巻』の詞書だけを写された模写本（梅津次郎旧蔵・東京国立博物館蔵）は、附として重要文化財に指定されている。指定名称は紙本墨書天狗草紙詞書（延暦寺巻）。